# Abierto de Australia 1984
Lista de los campeones del Abierto de Australia de 1984:

## Individual masculino
Mats Wilander (SWE) d. Kevin Curren (RSA), 6–7(5–7), 6–4, 7–6(7–3), 6–2

## Individual femenino
Chris Evert (USA) d. Helena Suková (República Checa), 6–7(4–7), 6–1, 6–3

## Dobles masculino
Mark Edmondson(AUS)/Sherwood Stewart (USA)

## Dobles femenino
Martina Navratilova (USA)/Pam Shriver (USA)
| Predecesor: 1983                           | Abierto de Australia 1984 | Sucesor: 1985                         |
| Predecesor: Abierto de Estados Unidos 1984 | Grand Slam 1984           | Sucesor: Torneo de Roland Garros 1985 |

- Datos: Q340056